# Juan Verzeri
Juan Verzeri, vollständiger Name Juan José Verzeri Casas, (* 20. Mai 1963 in Montevideo) ist ein uruguayischer Fußballtrainer.

## Leben

### Familie und Ausbildung
Verzeri, der sein Studium an der Universidad de la República (UdelaR) 1988 erfolgreich als Computer-System-Ingenieur beendete und anschließend 1991 im italienischen Padua an der Università degli Studi di Padova ein Postgraduales Studium in Mathematik abschloss, belegte 2003 einen Kurs der Asociación Cristiana de Jóvenes del Uruguay in Sport-Marketing. Von 1989 bis 2005 war er zudem internationaler Berater des Unternehmens Quasam. Zudem ist er Dozent (grado 2) an der ingenieurwissenschaftlichen Fakultät der UdelaR und an der ORT. Er war selbst nie Profifußballspieler, jedoch 18 Jahre lang als Spieler in der Liga Universitaria für Círculo de Tenis in Montevideo aktiv. 1999 schloss Verzeri, der neben Spanisch auch Italienisch und Englisch spricht, die ISEF-Trainerausbildung ab. Im Folgejahr absolvierte er in Zeist eine Weiterbildung zum internationalen Trainer beim niederländischen Fußballverband.
Verzeri, der auch die italienische Staatsangehörigkeit besitzt, ist mit Virginia Grinschpun Benech verheiratet und Vater der beiden Söhne Santiago und Juan Martín.

### Trainerlaufbahn
Verzeri trainierte von 1998 bis 2000 Círculo de Tenis und war anschließend Trainer der Liga-Auswahl bei der Universiade in Peking im Jahr 2001. Anschließend gehörte er dem Trainer-Team von Julio Ribas bei Bella Vista, Sud América, Peñarol und der Nationalmannschaft von Oman an. Auch gewann er in der Tercera División und der Cuarta División einige Meisterschaften. Dort betreute er die Nachwuchsteams von Liverpool Montevideo, River Plate Montevideo und Juventud. Schließlich übernahm Verzeri 2008 als Nachfolger von José "Nito" Puente die Trainerposition bei Racing Club in der Primera División. Er führte den Klub erstmals in der Vereinsgeschichte in die Copa Libertadores.
Sodann war Verzeri Trainer der uruguayischen U-20-Nationalmannschaft. Sein Debüt feierte er am 25. Juli 2010 mit einem 2:1-Sieg im Freundschaftsländerspiel gegen Mexiko. Er betreute die U-20-Auswahl bei der U-20-Südamerikameisterschaft 2011 in Peru, belegte den zweiten Platz und sicherte Uruguay dort erstmals nach 84 Jahren die Qualifikation für die Olympischen Spiele. In der Folgezeit nahm er mit der U-20 an der U-20-Weltmeisterschaft 2011 in Kolumbien und an der U-20-Südamerikameisterschaft 2013 in Argentinien teil. Im Juli 2013 wurde er bei der U-20-Weltmeisterschaft 2013 in der Türkei Vize-Weltmeister mit Uruguay. Insgesamt hatte er bei 80 Länderspielen die Verantwortung für die U-20 inne. (Stand: 5. Juli 2013) Davon gewann seine Mannschaft 32 Spiele und unterlag 19 mal. 29 Begegnungen endeten unentschieden. Am 11. August 2010 betreute er überdies nach der WM 2010 anstelle von Óscar Tabárez die A-Nationalmannschaft im Spiel gegen Angola. Verzeri ist auch Trainer des Panamerika-Auswahlteams (U-22) Uruguays. Mit dieser Mannschaft nahm er an den Panamerikanischen Spielen 2011 teil und gewann dort die Bronzemedaille. Für die Panamerika-Auswahl hatte er von seinem ersten Länderspiel am 5. Oktober 2011 an insgesamt sechsmal die Verantwortung inne. Drei Siege, ein Unentschieden und zwei Niederlagen weist seine Bilanz aus.
Anfang Januar 2014 wurde Verzeri Trainer des saudi-arabischen Vereins al-Ittihad. Er unterschrieb einen Vertrag mit anderthalb Jahren Laufzeit. Bereits im März 2014 endete dieses Engagement. Im Juni 2015 vermeldete der in die Primera División zurückgekehrte Verein Liverpool Montevideo seine Verpflichtung als Cheftrainer zur folgenden Erstligaspielzeit. Bereits Anfang November jenes Jahres endete die Zusammenarbeit nach elf Spieltagen (4 Siege, 2 Unentschieden, 5 Niederlagen) und einer zuvor erlittenen 0:4-Niederlage gegen den Danubio FC. Im Dezember 2015 übernahm er an der Seite von Diego Aguirre das Amt des Co-Trainers bei Atlético Mineiro.

## Erfolge
- Bronzemedaille Panamerikanische Spiele 2011
- U-20-Vize-Weltmeister 2013